# Теофил Антиохийски
Теофил Антиохийски (на гръцки: Ο Θεόφιλος ο Αντιοχεύς, ή Θεόφιλος Αντιοχείας; на латински: Theophilus, † 183) е шестият епископ на Антиохия от 169 г. до смъртта му. Най-важните източници за неговия живот са Йероним Блажени и Евсевий Кесарийски, който го описва в „Praeparatio evangelica“. Той е написал и множество произведения, от които е запазено тритомовата Apologie Ad Autolycum.

## Биография
Теофил е роден в Месопотамия. След проучването на Светите писания той става християнин. Теофил е класически образован (Paideia).
Той е Светия и се чества на 13 октомври.

## Произведения / Коментар
- Ad Autolycum, Robert M. Grant, Oxford: Clarendon Press 1970 (Oxford early Christian texts)
- Theophili Antiocheni Ad Autolycum, hg. Miroslav Marcovich, Berlin / New York: Walter de Gruyter 1995
- A Autólico, José Pablo Martin, Madrid: Ciudad Nueva 2004 (Fuentes patrísticas 16)
- Kommentar zu frühchristlichen Apologeten (KfA), hrsg. von Norbert Brox/Kurt Niederwimmer/Horacio E. Lona/Ferdinand R. Prostmeier/Jörg Ulrich. Verlag Herder: Freiburg u.a. 1999ff.